# LJ Parkinson
Lucy Jane Parkinson o LJ Parkinson es un actriz y drag king británica, más conocida por el nombre artístico LoUis CYfer.

## Educación
Parkinson estudió artes escénicas en el Rotherham College of Arts and Technology en Yorkshire del Sur y teatro contemporáneo y actuación en la Manchester Metropolitan University antes de obtener una maestría en creación de espectáculos contemporáneos en la Universidad Brunel de Londres.

## Carrera
Parkinson interpretó al personaje central Juana de Arco y a todos los demás personajes masculinos en Joan, escrita y dirigida por Leo Skillbeck para la compañía Milk Presents. Las actuaciones incluyeron el Camden People's Theatre en 2015, el Edinburgh Fringe Festival en 2016 (ganando un premio Scotsman Fringe First y un premio The Stage ) y 2017, el Oval House Theatre, Brixton, en 2017 y Spazju Kreattiv en Malta en 2018.
En 2017, formó parte del elenco de cuatro de la producción Bullish de Milk Presents, un recuento del mito del minotauro, en el Camden People's Theatre.
En el verano de 2018 interpretó a D'Artagnan en la producción de paseo de los Dukes de Los tres mosqueteros, adaptada por Hattie Naylor de la novela de Alexandre Dumas, en Williamson Park, Lancaster. En esta versión, D'Artagnan era una joven que aspiraba a convertirse en mosquetera.
En 2019, Parkinson realizó una gira por el Reino Unido en el papel principal de Fiona/Adrian en la producción ganadora del premio Olivier de Rotterdam. La obra sigue a una pareja, Alice y Fiona, en el punto de su relación cuando Fiona revela que él siempre se ha identificado como hombre y ahora quiere comenzar a vivir como un hombre llamado Adrian.Desde entonces, Parkinson ha realizado funciones con entradas agotadas como Mrs Bedlam y Squire Wouldbe con The Young Vic Theatre como parte de la temporada Young Vic Unpacked en She Ventures and He Wins. Ese año, junto a Rebecca Banatvala, fue víctima de un ataque LGTBfóbico en Southampton.